# Josef Scheungraber
Josef Eduard Scheungraber (født 8. september 1918, død 22. juli 2015) var en tysk Wehrmacht-løjtnant og forretningsmand. Han blev senere idømt livsvarigt fængsel i Tyskland og Italien for krigsforbrydelser begået under 2. verdenskrig.

## Militær karriere
Scheungraber meldte sig frivilligt til Wehrmacht-eliten 1. Gebirgs Division i Mittenwald. Under 2. verdenskrig kæmpede han i Polen, Frankrig, Rusland og på Kreta. I 1942 pådrog han sig alvorlige skader i hovedet fra en landmine i Kaukasus. Efter sin helbredelse blev han dekoreret med Jernkorset.

### Krigsforbrydelser
Den 26. juni 1944 blev en underofficer og en civil person dræbt af partisaner. Josef Scheungruber og sin chef gav ordre om at gøre gengæld, hvilket der også blev gjort senere samme dag. Oprindeligt var en 74-årig kvinde og tre mænd blevet skudt på gaden af anonyme soldater. Derefter blev elleve mænd taget til fange og ført til stueetagen af et hus i landsbyen Falzano di Cortona. Huset blev derefter sprængt i luften, og dræbte ti mænd, som var 16 til 66 år. En femten-årig, Gino Massetti, overlevede.

## Efter krigen
Efter krigen boede han i Ottobrunn i München, hvor han drev et snedkeri og en møbelforretning. Han var medlem af kommunalbestyrelsen i tyve år og var æresmedlem som chef for brandvæsenet. I 2005 blev han tildelt en medalje for sine tjenester under krigen.

### Anklager
Anklager mod Josef Scheungraber om episoderne i Falzano blev ikke oprindeligt lavet af de tyske juridiske myndigheder. En italiensk militærdomstol i La Spezia dømte ham til livsvarigt fængsel den 28. september 2006, og efterfølgende gav de deres oplysninger om ham til de tyske myndigheder. Som følge heraf blev han bragt til München i statsdomstolen i oktober 2008. Den 11. august 2009 blev han fundet skyldig for mord og idømt livsvarigt fængsel i en retssag, som forventes at være en af de sidste om nazisternes krigsforbrydelser.